# Peut-être
Além do Meu Futuro (no original, Peut-être) é um filme francês de ficção científica dirigido por Cédric Klapisch e lançado em 1999. O roteiro do filme é de Santiago Amigorena e Alexis Galmot.

## Sinopse
Véspera da passagem do ano, 1999. Arthur (Romain Duris), um jovem fanático por ficção científica, junta-se com um grupo de amigos numa festa, para celebrarem a entrada no novo milênio. Quando o relógio começa com a contagem decrescente para a meia-noite ele escapa para a casa de banho com a namorada para fazerem amor. Quando ela revela que quer ter um filho, ele ignora-a e foge. Minutos depois, quando regressa à casa de banho, Arthur repara num buraco no teto por onde cai areia. Ao entrar por esse buraco, vê-se num mundo completamente diferente: Paris, 70 anos no futuro...

## Elenco
- Jean-Paul Belmondo - Ako
- Romain Duris - Arthur
- Géraldine Pailhas - Lucie
- Julie Depardieu - Nathalie
- Emmanuelle Devos - Juliette
- Léa Drucker - Clotilde
- Hélène Fillières - Rosemonde
- Dominique Frot - Artémise
- Vicent Elbaz - Philippe
- Jean-Pierre Bacri - O pai